# Лінкенгайм-Гохштеттен
Лінкенгайм-Гохштеттен (нім. Linkenheim-Hochstetten) — громада в Німеччині, знаходиться в землі Баден-Вюртемберг. Підпорядковується адміністративному округу Карлсруе. Входить до складу району Карлсруе.
Площа — 23,60 км2. Населення становить 12 041 ос. (станом на 31 грудня 2020).